# Championnats d'Afrique de boxe amateur 2022
Navigation
Édition précédente Édition suivante
La 19e édition des championnats d'Afrique de boxe amateur s'est déroulée à Maputo, au Mozambique, du 12 au 17 septembre 2022, après une interruption de cinq ans. Elle a comporté 13 épreuves pour hommes et 11 pour femmes. 64 boxeuses et 147 boxeurs prennent part à la compétition.
La compétition a vu l'application d'un nouveau système de comptage des points à savoir, le scoring-machine, qui comptabilise toutes les médailles remportées par équipes, en accordant à chaque médaille un certain nombre de points. L'Algérie est élue meilleure nation en décrochant la première place avec 41 points.

## Médaillés
| Catégorie | Or                         | Argent                               | Bronze                                                |
| Hommes    | Hommes                     | Hommes                               | Hommes                                                |
| --------- | -------------------------- | ------------------------------------ | ----------------------------------------------------- |
| -48 kg    | Yassine Issufo (MOZ)       | Marcial Wouang (CMR)                 | Lubabalo Lusizi (RSA) Kobamelo Molatlhegi (BOT)       |
| -51 kg    | Patrick Chinyemba (ZAM)    | Said Mortaji (MAR)                   | Sinovuyo Mtintelwa (RSA) Mohammed Moziane (ALG)       |
| -54 kg    | Tiisetso Matikinca (RSA)   | George Molwantwa (BOT)               | David Pina (CPV) Hichem Maouche (ALG)                 |
| -57 kg    | Armando Sigaúque (MOZ)     | Samuel Wairimu (KEN)                 | Ben Banda (ZAM) Jonathan Kyobe (UGA)                  |
| -60 kg    | Andrew Chilata (ZAM)       | Nicholas Okoth (KEN)                 | Walid Tarzout (ALG) Sanele Sogcwayi (RSA)             |
| -63.5 kg  | Louis Richarno Colin (MRI) | Yahia Abdelli (ALG)                  | Alseny Conté (GUI) Abdelhaq Nadir (MAR)               |
| -67 kg    | Jugurtha Ait-Bekka (ALG)   | Patrick Ngueumaleu (CMR)             | Paulo Britos (MOZ) Omar Elsayed (EGY)                 |
| -71 kg    | Hamza El Barbari (MAR)     | Merven Clair (MRI)                   | Boniface Maina (KEN) Youcef Yaiche (ALG)              |
| -75 kg    | David Tshama (COD)         | Driss Gharroumi (MAR)                | Yusuf Nkobeza (UGA) Simnikiwe Bongco (RSA)            |
| -80 kg    | Peter Pita (COD)           | Mohamed Assaghir (MAR)               | Abdelrahman Salah (EGY) Junior Fotouo (CMR)           |
| -86 kg    | Albino Gabriel (MOZ)       | Arouna Ntosengeh (CMR)               | Landry Matete (COD) Bonginkosi Nhlapho (RSA)          |
| -92 kg    | Paul Donatien (CMR)        | Chapiteau Dimuntu (COD)              | Ali Elsalamony (EGY) Ibrahima Sory (GUI)              |
| +92 kg    | Uosry Rezk (EGY)           | Mourad Kadi (ALG)                    | Serge Nvogo (CMR) Diarga Baldé (SEN)                  |
| Femmes    |                            |                                      |                                                       |
| -48 kg    | Margret Tembo (ZAM)        | Fatiha Mansouri (ALG)                | Christine Akoa Bengono (CMR) Lethabo Modukanele (BOT) |
| -50 kg    | Roumaysa Boualam (ALG)     | Rabab Cheddar (MAR)                  | Helena Bagâo (MOZ) Elizabeth Phiri (ZAM)              |
| -52 kg    | Reine Laure Ngoune (CMR)   | Ornella Havyarimana (BDI)            | Souha Miloudi (ALG)                                   |
| -54 kg    | Sara Hagnighat-Joo (SLE)   | Fatma Zohra Abdelkader Hedjala (ALG) | Widad Bertal (MAR) Phekie Bele (BOT)                  |
| -57 kg    | Keamogetse Kenosi (BOT)    | Marcelat Sakobi (COD)                | Phiwokuhle Mnguni (RSA) Juliana Kasonka (ZAM)         |
| -60 kg    | Felistars Nkandu (ZAM)     | Chaymae Rhaddi (MAR)                 | Hadjila Khelif (ALG)                                  |
| -63 kg    | Imane Khelif (ALG)         | Aratwa Kasemang (BOT)                | Naomie Yumba (COD) Pamela Mayoli (RSA)                |
| -66 kg    | Ichrak Chaib (ALG)         | Ivanusa Gomes Moreira (CPV)          | Non attribuée                                         |
| -70 kg    | Alcinda Panguana (MOZ)     | Brigitte Mbabi (COD)                 | Clotilde Essiane (CMR) Ariana Memee (SEY)             |
| -75 kg    | Rady Gramane (MOZ)         | Djouher Benan (ALG)                  | Jorbelle Malewu (COD) Geanne Dicks (RSA)              |
| +81 kg    | Khadija Mardi (MAR)        | Elizabeth Andiego (KEN)              | Mkateko Sithole (RSA) Kambala Kanjinga (COD)          |